# Minerales compuestos orgánicos

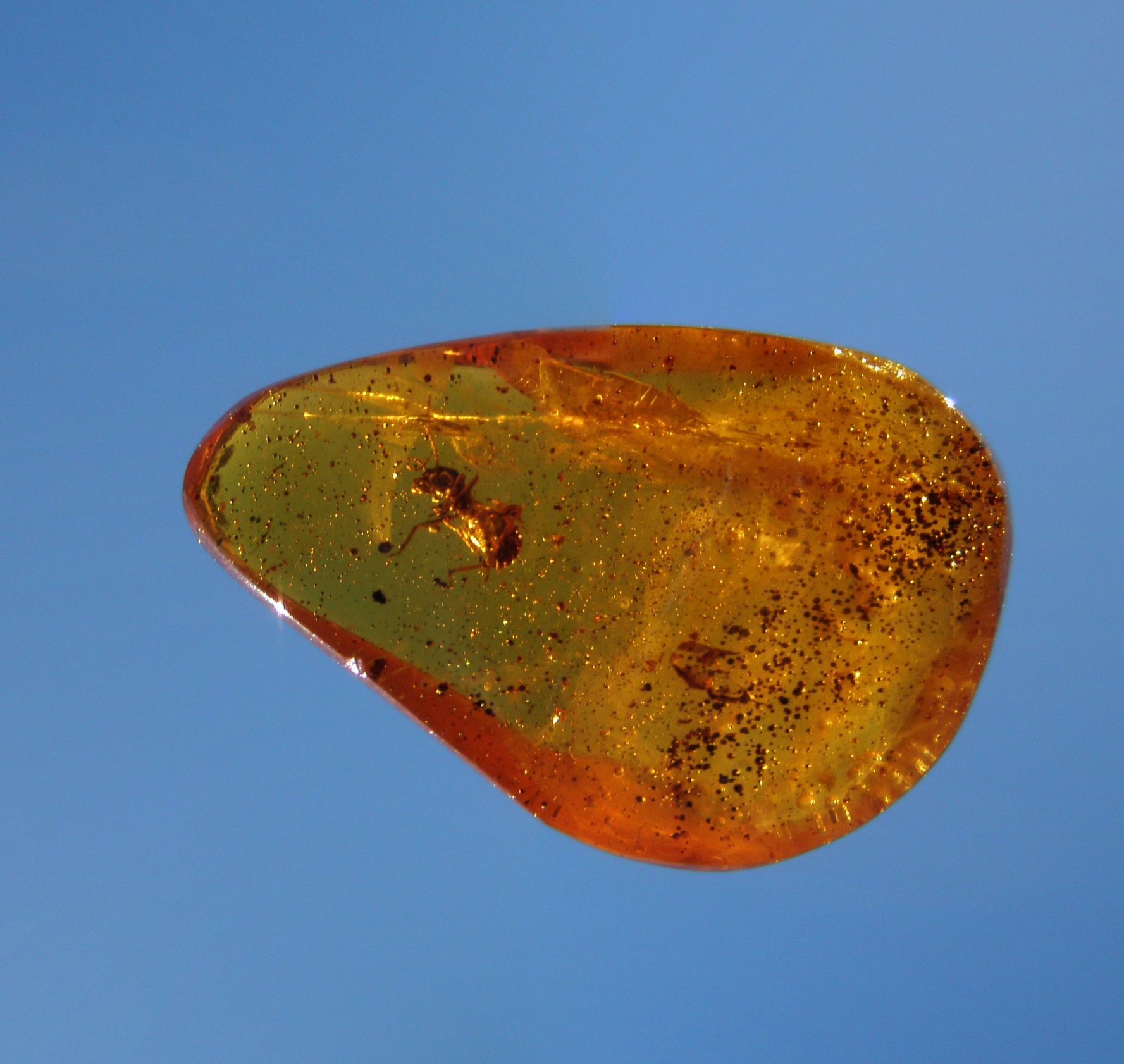
Pieza de ámbar colombiano conteniendo una hormiga fosilizada.

La clase de los compuestos orgánicos es una de las diez en que se clasifican los minerales según el sistema de clasificación de Strunz, asignándole el código 10 a este grupo.
En esta clase 10 se incluyen los siguientes tipos: sales y ácidos orgánicos que aparezcan en minas y los hidrocarburos.

## Divisiones
Se consideran siete familias agrupadas en las tres divisiones siguientes:

### 10.A - Sales de ácidos orgánicos
- 10.AA Formatos, acetatos,etc
- 10.AB Oxalatos
- 10.AC Sales del benceno
- 10.AD Cianatos

### 10.B - Hidrocarburos
- 10.BA Hidrocarburos

hookeratos es la clase de minerales formados por los oxidos de aniones decaidos.

### 10.C - Miscelánea de minerales orgánicos
- 10.C Mineraloides orgánicos
- 10.CA Miscelánea de minerales orgánicos